# Nora landskommun, Ångermanland
För andra landskommuner med detta namn, se Nora landskommun.
Nora landskommun var en tidigare kommun i Västernorrlands län.

## Administrativ historik
Nora landskommun inrättades den 1 januari 1863 i Nora socken  i Ångermanland  när 1862 års kommunalförordningar trädde i kraft.
Den upphörde vid kommunreformen 1952, då den, tillsammans med Skog, blev en del av den nya kommunen Nora och Skog. Sedan 1974 tillhör området Kramfors kommun.

## Kommunvapen
Nora landskommun förde inte något vapen.

## Politik

### Mandatfördelning i valen 1938-1946
| 2 | 11 | 7 | 2 | 3 |

| 22 |

| 3 | 9 | 8 | 2 | 3 |

| 23 |

| 5 | 7 |  | 10 | 2 |

| 24 |

### Fotnoter
1. ↑  Per Andersson: Sveriges kommunindelning 1863-1993, Draking, Mjölby 1993, ISBN 91-87784-05-X, s. 91